# Aleidis van Diest
Aleidis van Diest  was abdis van de Abdij van Herkenrode in Hasselt van 1281 tot 1302.

## Biografie
Aleidis of Aleydis van Diest, ook genoemd Alitia, stamde uit een voornaam Diests patriciërsgeslacht. Zij was de eerste abdis waarvan een familienaam bekend is. Als abdis van Herkenrode zette zij onverminderd het aankoopbeleid van gronden voort. Er werd ook meer dan voorheen doelgericht geïnvesteerd in cijnzen en erfrechten. Na haar dood werd ze als abdis opgevolgd door Margareta van Stein.

## De monstrans van Herkenrode

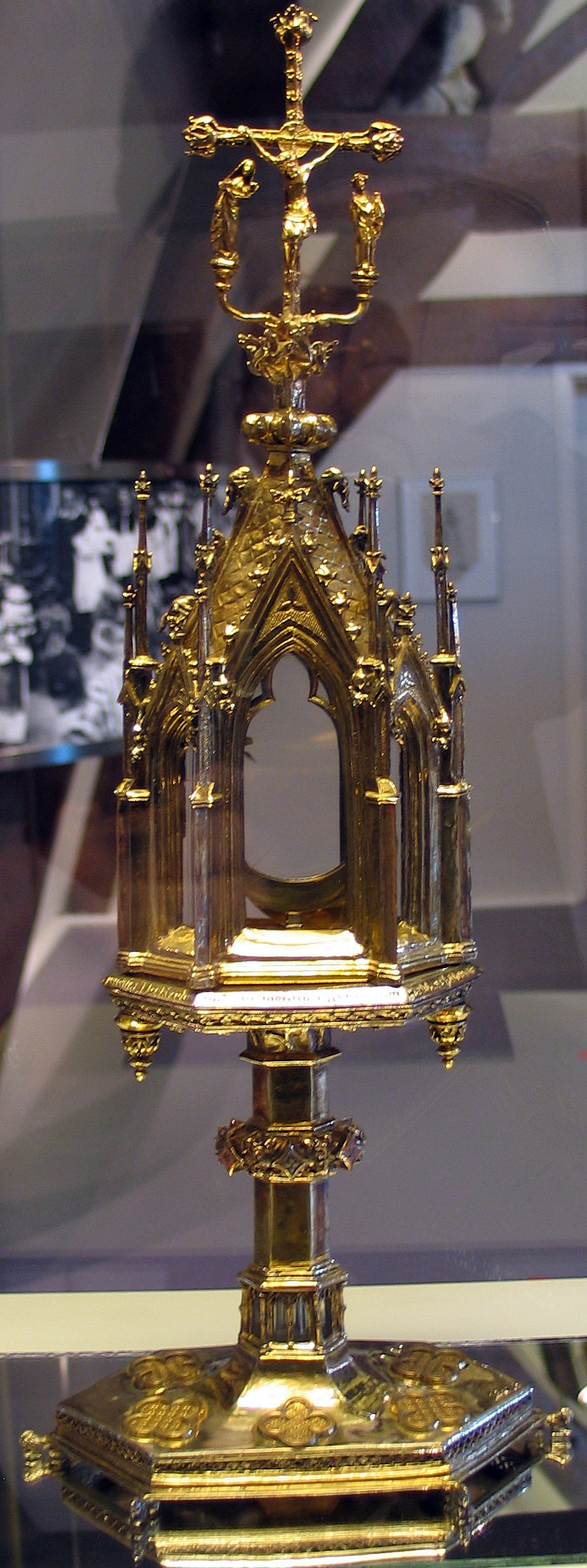
De monstrans in Het Stadsmus te Hasselt

Hoogstwaarschijnlijk bestelde Aleidis in 1286 'de monstrans van Herkenrode', de oudst bekende monstrans ter wereld, bij een Parijse edelsmid. Het is een zilveren torenmonstrans. Op deze monstrans staat een lelie als merkteken. Deze lelie werd in 1275 als keurmerk verplicht door koning Filips III van Frankrijk. Deze monstrans is het vroegste voorbeeld van edelsmeedwerk waarop deze lelie staat. Uit de inscriptie op de monstrans kan afgeleid worden dat ze op last van priorin Heilewigis van Diest (Aleidis van Diest?) in 1286 vervaardigd werd. Ze is uit verguld zilver.
De monstrans is vooral bekend dankzij de bloedende hostie of het heilig sacrament van het mirakel van Herkenrode. In 1317 werd in Viversel (in de huidige gemeente Heusden-Zolder) door aanraking een hostie ontwijd waardoor die begon te bloeden. Voor de middeleeuwer was dit een bewijs van de levende Christus. De hostie werd overgebracht naar de abdij van Herkenrode en er bewaard in de monstrans. Herkenrode groeide uit tot een belangrijk bedevaartsoord waarbij de bloedende hostie, tot het einde van de 17de eeuw, werd ‘getoond’ in de monstrans.
De monstrans staat nu tentoongesteld in het Stedelijk Museum van Hasselt. In 2011 erkende de Vlaamse Gemeenschap deze monstrans als topstuk van het Vlaams culturele erfgoed.